# Dạ hợp
Dạ hợp hay dạ hợp nhỏ, cây trứng gà (danh pháp khoa học: Magnolia coco) là một loài thực vật có hoa trong họ Magnoliaceae. Loài này được João de Loureiro mô tả khoa học đầu tiên năm 1790 dưới danh pháp Liriodendron coco. Năm 1817 Augustin Pyramus de Candolle chuyển nó sang chi Magnolia.
Tại Trung Quốc nó được gọi là dạ hương mộc lan (夜香木兰).

## Phân bố
Loài này được tìm thấy tại Đài Loan, Trung Quốc (Chiết Giang, Phúc Kiến, Quảng Đông, Quảng Tây, Vân Nam), Việt Nam. Môi trường sống là rừng; ở cao độ 600-900 m.

## Mô tả
Cây gỗ hay cây bụi, cao 2-4 m, nhẵn nhụi. Vỏ cây màu xám. Các cành màu xanh lục, nhẵn, hơi gồ ghề, bóng. Sẹo lá kèm đạt đến đỉnh của cuống lá. Cuống lá 5-10 mm; phiến lá hình elip, hình elip hẹp hoặc hình trứng ngược-elip, 7-14(-28) × 2-4,5(-9) cm, dạng da, mặt gần trục màu xanh lục sẫm, bóng và hơi nhăn lượn sóng, có 8-10 gân phụ ở mỗi bên gân giữa, các gân mắt lưới thưa, đáy hình nêm, mép hơi cuốn ngoài, đỉnh nhọn thon dài. Cuống hoa rủ xuống, có 3 hoặc 4 sẹo lá bắc. Hoa hình cầu, đường kính 3-4 cm. Cánh đài 9, hình trứng ngược, mọng thịt, mặt gần trục lõm; 3 cánh đài của vòng ngoài màu ánh xanh lục, ~2cm, 5 gân; các cánh đài bên trongxếp thành 2 vòng, màu trắng, 3-4 × ~4 cm. Nhị 4-6 mm; chỉ nhị màu trắng, ~2 mm; mô liên kết thò ra và tạo thành một mấu; bao phấn ~3 mm. Bộ nhụy màu xanh lục, hình trứng, 1,5-2 cm; lá noãn ~10, hình trứng hẹp, 5-6 mm, mặt xa trục có 1 rãnh hướng xuống đáy vòi nhụy; vòi nhụy ngắn, rụng sau khi nở hoa và để lại lá noãn với đỉnh cụt. Quả ~3 cm; các lá noãn thuần thục gần như hóa gỗ. Hạt hình trứng, ~1 cm, đỉnh có lỗ ở bên phía mặt gần trục, rãnh mặt bụng không dễ thấy, đáy hình nêm; áo hạt trong màu nâu. Ra hoa mùa hè (cả năm ở Quảng Châu, Quảng Đông), tạo quả mùa thu. 2n = 38.